# XIII Olimpiada Historyczna
XIII Olimpiada Historyczna – olimpiada historyczna, której finały odbyły się w 1987 w Kazimierzu Dolnym.
Olimpiada dotyczyła roku szkolnego 1986/1987. W eliminacjach szkolnych udział wzięło 3500 uczniów, a w eliminacjach okręgowych 865 uczniów. Eliminacje centralne w Kazimierzu Dolnym zgromadziły 50 uczestników. 45 uczniów uzyskało wynik pozytywny, a 14 tytuł laureata. 
Tytuły prac pisemnych brzmiały: Obrządki pogrzebowe na ziemiach polskich w pradziejach, Walka programów, a walka jednostek w końcowym półwieczu Republiki, Seniorat i jego załamanie w Polsce (XII-XIII wiek), O ujście Wisły – polski Gdańsk XVI-XVIII wiek, Formy autonomii politycznej na ziemiach polskich w XIX wieku i Obóz narodowy w II Rzeczpospolitej. 
Laureatami zostali: Jakub Polit (Kraków), Jarosław Hlebowicz (Sokółka), Grzegorz Kulik (Wrocław), Grzegorz Kucharczyk (Gorzów Wielkopolski), Regina Lorenc (Wolsztyn), Joanna Jelińska (Warszawa), Jan Błaszkowski (Kościerzyna), Grzegorz Charuba (Wrocław), Jarosław Nowacki (Krotoszyn), Wojciech Stanisławski (Warszawa), Paweł Gacek (Warszawa), Cezary Koleśnik (Białystok), Marek Łukaniuk (Piotrków Trybunalski) i Rafał Morawiec (Racibórz).